# Atrichopogon harrisi
Atrichopogon harrisi är en tvåvingeart som beskrevs av John William Scott Macfie 1938. Atrichopogon harrisi ingår i släktet Atrichopogon och familjen svidknott. Inga underarter finns listade i Catalogue of Life.